# 自生
| ウィキペディアには「自生」という見出しの百科事典記事はありません（タイトルに「自生」を含むページの一覧/「自生」で始まるページの一覧）。 代わりにウィクショナリーのページ「自生」が役に立つかもしれません。 |